# Камповалано
Камповалано (итал. Campovalano) је насеље у Италији у округу Терамо, региону Абруцо.
Према процени из 2011. у насељу је живело 347 становника. Насеље се налази на надморској висини од 473 м.